# 金沢師管
金沢師管（かなざわしかん）は、北陸地方を中心にして設けられた大日本帝国陸軍の管区で、師管の一つである。時期を離して二度設けられており、一度めは1873年から1885年の第7師管の別称、二度目は第9師管を継承して1940年から1945年に置かれたものである。
1873年から1885年の師管については、別項目の第7師管#新潟を除く北陸地方 (1873 - 1885)、歩兵第7連隊を参照されたい。
1940年設置の金沢師管は、1945年2月まで東部軍管区、以後は東海軍管区に属した。防衛・動員などの管区業務を担当したのは、はじめ第52師団で、1941年12月から留守第52師団になった。1945年4月に金沢師管区に改称した。 以下この本項目では、1940年から1945年の金沢師管について解説する。

## 石川県・富山県・福井県の全部と岐阜県・滋賀県の一部
1888年の師団制採用から、師団と師管は同じ番号で対応するのが原則で、金沢に司令部を置く第9師団が周辺数県にまたがる第9師管を管轄していた。しかし、日中戦争が泥沼化して大陸に送り込んだ師団を呼び戻す見込みがなくなると、第9師管には新設の第52師団を置くことにした。やや劣る戦力の師団を用意して内地の守備を固める意図があった。これにあわせて番号をやめて地名をとることにした。そこで、1940年7月24日制定（26日公布、8月1日施行）の昭和15年軍令陸第20号で陸軍管区表を改定し、金沢師管を設けた。
師管の範囲は以前と同じで、石川県・富山県・福井県の全域と、岐阜県・滋賀県の一部である。岐阜県では北部の飛騨地方の全域、大垣市など美濃地方の西部が含まれた。美濃西部は具体的には大垣市と安八郡・海津郡・揖斐郡・不破郡・養老郡である。滋賀県では、彦根市と高島郡・伊香郡・犬上郡・愛知郡・東浅井郡・坂田郡で、県の北部にあたる。師管は4つの連隊区に分割されたが、石川県と一致した金沢連隊区を除き、県とは一致しなかった。金沢師管は、東部軍管区に属した。
- 金沢師管（1940年8月1日から1941年3月31日まで）
  - 金沢連隊区
  - 富山連隊区
  - 敦賀連隊区
  - 福井連隊区

## 石川県・富山県・長野県
発足して間もない8月21日に制定（23日公布）された昭和15年軍令陸第23号で、師管の境界が変更になり、金沢師管は石川県・富山県・長野県の3県の各全域を範囲とすることになった。連隊区も各県に一致する3つとなった。この変更は翌1941年4月1日に施行になった。
- 金沢師管（1941年4月1日から1945年2月10日まで）
  - 金沢連隊区
  - 富山連隊区
  - 長野連隊区

1941年12月4日の昭和16年軍令陸甲第94号で、第52師団に臨時動員が命じられた。同時に臨時動員が命じられた留守第52師団が管区業務を引き継いだ。

## 石川県と富山県
1945年1月22日制定（24日公布）の昭和20年軍令陸第1号で陸軍管区表が改定され、金沢師管は長野県を新設の長野師管に譲った。また、名古屋師管とともに新設の東海軍管区に属することになった。
- 金沢師管（1941年2月11日から3月31日まで）
  - 金沢連隊区
  - 富山連隊区

## 師管区に改称
前述の境界変更が実施される直前、2月9日に制定（10日公布）された昭和20年軍令陸第2号で、留守師団に管区防衛・動員を委ねる方式を廃止し、師管区を常設の師管区部隊に任せる制度が導入されることになった。施行日は4月1日で、金沢師管は金沢師管区となり、留守第52師団が金沢師管区部隊に転換した。